# Colonna (famiglia)

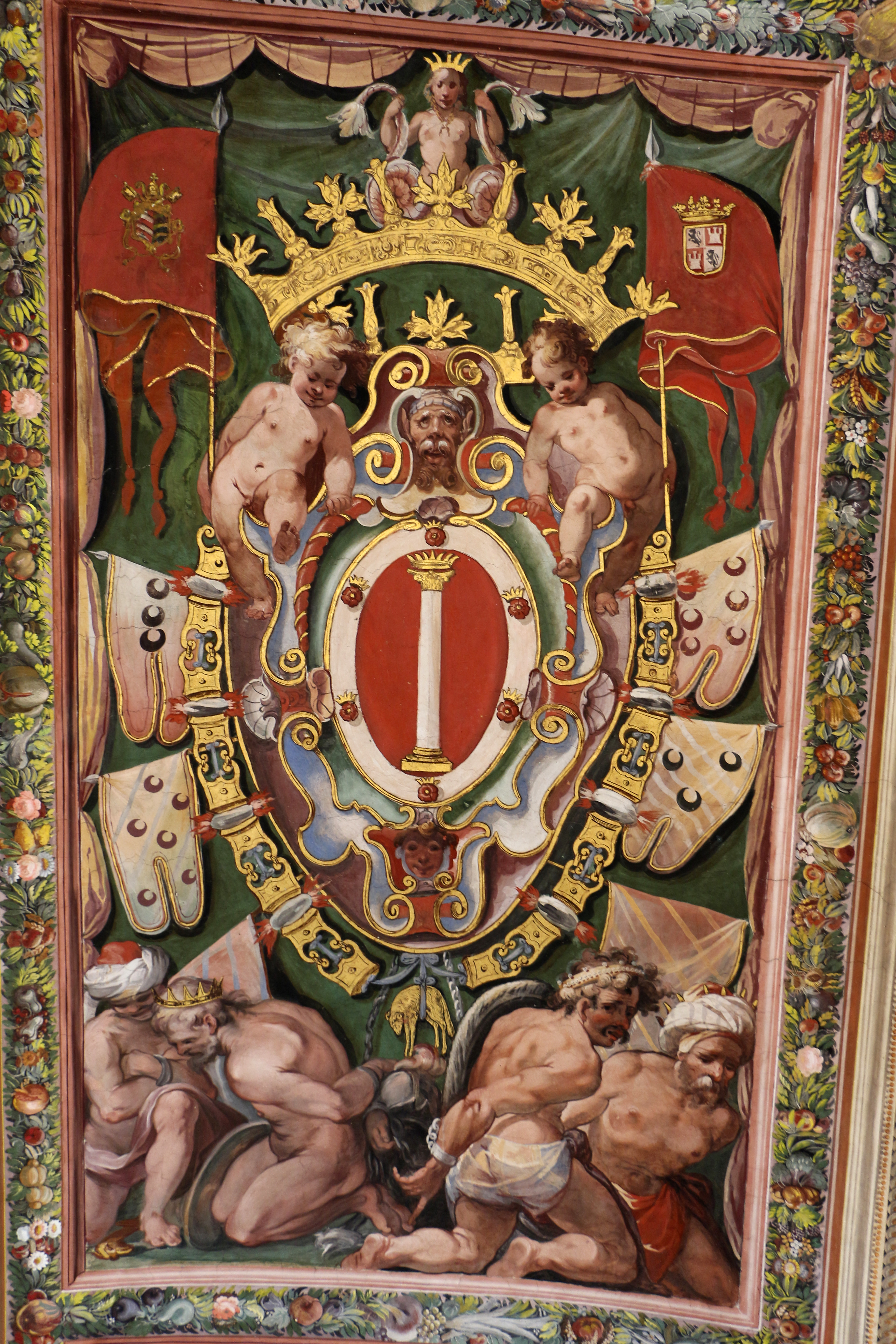
Lo stemma di Casa Colonna in un affresco sul soffitto della Sala della Fontana di Palazzo Colonna di Roma

La famiglia Colonna è una storica casata patrizia romana, tra le più antiche documentate dell'Urbe e una delle più importanti nel Medioevo e nell'Età moderna.
Nella sua millenaria storia si contano un Papa, ventitré cardinali, mecenati, letterati, filosofi, uomini d'arme dello Stato Pontificio, del Regno di Napoli e dell'Impero spagnolo, diplomatici e uomini politici dell'Italia unita. In età medievale, i membri del casato ricoprirono continuativamente la carica di Senatore di Roma. Godettero inoltre dei titoli ereditari di Patrizio Napoletano, Patrizio Veneto, Gran Connestabile del Regno di Napoli e Principe assistente al Soglio pontificio. Uno dei suoi motti è: Mole sua stat ("sta fermo sul suo peso", "sta fermo sulla sua grandezza").
Discendente da un ramo dei Conti di Tuscolo, potentissima consorteria feudale che dominò Roma e il Papato nel corso del X secolo, il casato emerse come autonoma famiglia a partire dal XII secolo con il capostipite Petrus de Columna, inserendosi sin da subito nella lotta tra la Chiesa e il Sacro Romano Impero e schierandosi su posizioni ghibelline, contrariamente ai guelfi Orsini, con i quali sorse una duratura inimicizia.
Particolarmente violento fu, alla fine del XIII secolo, lo scontro con papa Bonifacio VIII e con i Caetani, che innescò una crisi internazionale nella quale venne coinvolto anche il re francese Filippo il Bello, culminata con il celebre episodio dell'Oltraggio di Anagni ad opera di Sciarra Colonna. Lo stesso Sciarra (soprannome di Giacomo Colonna), ora in lotta contro il fratello Stefano, passato alla parte guelfa, incoronò in Campidoglio l'imperatore Ludovico il Bavaro nel 1327.
Nel corso del XIV secolo si illustrò il cardinale Giovanni Colonna, protettore di Francesco Petrarca.
Nei secoli successivi, i Colonna, suddivisi in numerosi rami familiari, dei quali massima importanza assunsero quello di Palestrina e, successivamente, quello di Genazzano-Paliano, mantennero la loro posizione alla testa dell'aristocrazia romana e assunsero un deciso protagonismo nelle vicende italiane e internazionali del loro tempo. Nel 1417 il cardinale Oddone Colonna divenne papa con il nome di Martino V. Egli ricompose lo Scisma d'Occidente e riportò la Sede pontificia da Avignone a Roma, dando impulso alla ripresa economica della città e ai primi slanci della cultura umanistica rinascimentale.
Nel corso delle Guerre d'Italia la tradizione militare e cavalleresca del casato si espresse in molti condottieri e capitani di ventura. In particolare i cugini Prospero e Fabrizio, protagonista quest'ultimo del dialogo sull'Arte della guerra di Machiavelli, furono al servizio degli Asburgo e tra i principali artefici della vittoria spagnola contro la Francia nel conflitto, in continuità con la fedeltà al ghibellinismo già professato in epoca medievale. I cugini Colonna furono anche protagonisti della Disfida di Barletta, nella quale scelsero i componenti della squadra di 13 cavalieri italiani.
Nel 1512 papa Giulio II riuscì a imporre la cessazione delle plurisecolari lotte tra i Colonna e gli Orsini riaffermando l'autorità pontificia sulle famiglie baronali. Gli scontri tra i Colonna e il papato tuttavia cessarono solo nel 1557 con la pace di Cave, nella quale Marcantonio II, dopo un sanguinoso conflitto e grazie al sostegno dalla Spagna, conseguì la vittoria contro le pretese nepotistiche di papa Paolo IV. Nel 1575, lo stesso Marcantonio fu il comandante della flotta pontificia alla Battaglia di Lepanto e tra i protagonisti della vittoria cristiana sul Turco.
In questo periodo si illustrò anche una delle principali donne intellettuali e umaniste del Rinascimento, Vittoria Colonna, figlia di Fabrizio e musa ammirata di poeti, artisti e letterati, quali, tra gli altri, Ludovico Ariosto e Michelangelo Buonarroti.
Nel corso dei secoli successivi, la storia del casato rimase sempre intrecciata alle vicende dello Stato pontificio e delle altre potenze europee. Il principe Lorenzo Onofrio Colonna si legò alla Francia sposando Maria Mancini, nipote del cardinale Giulio Mazzarino. Avido collezionista e protagonista delle vicende artistiche della Roma barocca, fu tra l'altro il committente della magnifica Galleria che ancora oggi adorna il palazzo romano della famiglia. Imparentati anche con i Savoia, i Colonna ospitarono a Roma il re Carlo Emanuele IV in esilio in seguito all'invasione napoleonica dell'Italia.
In seguito all'Unità d'Italia i Colonna si inserirono nella vita politica del nuovo Stato italiano, tramite un sindaco di Roma, Prospero Colonna, membri del Parlamento e diplomatici. Giovanni Antonio Colonna di Cesarò, appartenente a un ramo della casata trapiantato in Sicilia sin dal XIII secolo, fu Ministro delle Poste nel Governo Facta I, dal 26 febbraio al 2 marzo 1922 e successivamente nel Governo Mussolini dal 28 ottobre 1922 al 5 febbraio 1924.
Oggi la famiglia si presenta fiorente e ramificata in diversi stipiti: oltre al ramo principale di Paliano, sussiste il ramo dei principi di Stigliano, trapiantato a Napoli dal XVIII secolo, discendente dal viceré di Sicilia Marcantonio Colonna, i rami di Rignano e Summonte e quello dei Barberini-Colonna di Sciarra di Palestrina, cui appartiene per discendenza femminile l'attore Urbano Barberini.

## Storia

### Origini

Stemma dei Conti di Tuscolo come rinvenuto presso l'Abbazia di San Nilo a Grottaferrata

La leggenda circa le origini dei Colonna attraverso i Conti di Tuscolo vorrebbe far risalire il casato sino alla gens Iulia. Dall'antica gens, del cui territorio originario di Bovillae i Colonna hanno mantenuto il possesso feudale prima e latifondistico poi fino alla metà del XX secolo, discese per via femminile la potente Gens Anicia, protagonista dell'età tardo-imperiale (vi appartennero San Benedetto, papa Gregorio Magno e il filosofo Severino Boezio, oltre all'imperatore d'Occidente Anicio Olibrio) nonché strettamente legata alla corte bizantina, dalla quale sarebbe a suo volta disceso il capostipite dei tuscolani, il senatore Teofilatto. Di ciò resterebbe testimonianza nel nome greco del senatore romano, insolito per l'epoca di predominio germanico in cui visse, oltre ai vasti possedimenti fondiari, tra i quali si ritrovano i tradizionali luoghi di insediamento degli Anici, come Palestrina (l'antica Praeneste, centro di origine della gens), a sua volta storica roccaforte di Casa Colonna.
Il primo ascendente accertato della dinastia fu, come già ricordato, il potentissimo Senator romano Teofilatto membro tra il IX e il X secolo degli Optimates Romani, detto Gloriosissimus Dux, Judex Palatinus, Magister Militum, Sacri Palatii Vestararius forse figlio di Gregorio Nomenclator e Apocrisario della Corte Pontificia, che ebbe una parte di rilievo nelle vicende legate a Papa Giovanni VIII e al partito Formosiano. Fu signore di Monterotondo, Poli, Anticoli Corrado, Guadagnolo, Rocca di Nitro, Rocca dei Sorci, Saracinesco, Segni, Valmontone, Alatri, Guarcino, Collepardo, Soriano, Paliano, Sora, Celano e Sonnino: alcuni di questi feudi appartengono tuttora ai discendenti di Teofilatto.
Le origini documentate più risalenti degli avi del Consul Teofilatto si fanno risalire da taluni alla famiglia di Teodoro, appartenente all'aristocrazia militare di Roma e padre di Papa Adriano I, nonché fratello di Teodoto (o Teodato) consul, dux et primicerius Sanctae Romanae Ecclesiae; Teodoro sarebbe stato padre inoltre di Alberico marchio et consul tusculanus princeps potentissimus che alcuni genealogisti ritengono appunto l'antenato più remoto dei conti di Tuscolo.
Teofilatto fu, secondo lo storico Pietro Fedele, uno dei più eminenti protagonisti della vita politica dell'Occidente cristiano nel corso del X secolo. Concentrò infatti nelle sue mani il potere temporale e quello spirituale, piegando il papato al suo controllo in quello che venne poi definito dalle fonti successive, ostili alla sua famiglia, il Saeculum obscurum. Restaurò l'antico Ordo senatorius e, in accordo con il papa Giovanni X, fu l'artefice dell'alleanza tra il re d'Italia Berengario del Friuli, il genero Alberico, duca di Spoleto i duchi longobardi dell'Italia meridionale e l'Impero bizantino che condusse alla sconfitta degli arabi alla battaglia del Garigliano nell'anno 915, segnando il definitivo arresto dell'espansione islamica nell'Italia continentale.

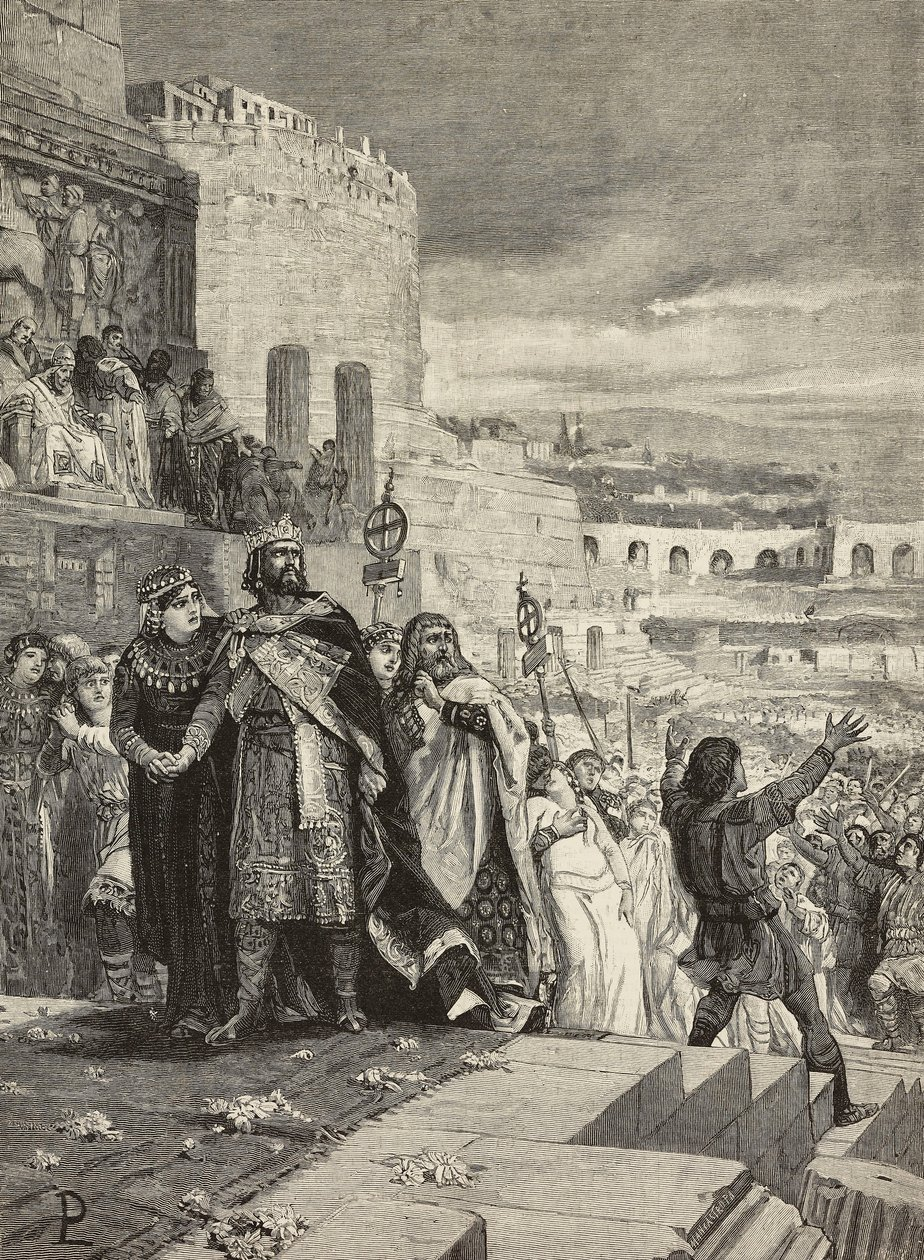
Marozia con il terzo marito, Ugo di Provenza, re d'Italia, in un'incisione ottocentesca

Da Teofilatto e dalla moglie Teodora, nacque Marozia, reputata al tempo la donna più potente della penisola, che per cupidigia instaurò in Roma quel regime detto pornocrazia di cui essa fu l'artefice, per assoggettare a sé l'intera penisola, riuscendoci per due decenni grazie alla sua politica matrimoniale, che la portò ad essere concubina di papi e moglie di re, tra cui Alberico duca di Spoleto e Camerino, il marchese Guido di Toscana e il conte Ugo di Provenza, poi re d'Italia. Dalla progenie di Teofilatto e Alberico ebbero origine i Conti di Tuscolo che dettero alla Chiesa 5 pontefici.
Capostipite della famiglia in linea maschile attraverso i citati Conti di Tuscolo, secondo ancora una non documentata discendenza (non potendosi escludere una diretta derivazione maschile da Teofilatto e Teodora), si ritiene fosse Alberico di Spoleto duca di Spoleto e marchese di Camerino, marito di Marozia. Secondo una tradizione non verificata, il loro nome deriverebbe dalla colonna Traiana, presso la quale i Colonna avrebbero avuto la loro dimora avita. In realtà, il loro nome deriva da un loro possedimento: il castello del paese Colonna, situato sui Colli Albani, che la famiglia possedeva fin dall'inizio dell'XI secolo.
Petrus definitosi in una donazione all'Abbazia di Montecassino del 1078 figlio del defunto Gregorio II conte di Tuscolo (domini Gregorii nobilissimi Romanorum consulis), fratello quindi di Gregorio III di Tuscolo e di Tolomeo I di Tuscolo, fu il primo ad assumere il predicato de Columna già dal 1101, quando torna in possesso dei castelli già sequestrati e poi restituiti da papa Pasquale II di cui fu prima alleato e poi avversario, fino agli anni in cui gli venne restituita Palestrina da papa Onorio II, conferendo poi tale appellativo alla propria discendenza.
A convalidare l'ascendenza dei Colonna dai Tuscolani risiedono svariati elementi documentari, primo fra tutti la donazione del capostipite Pietro già citata, oltre al possesso del feudo di Colonna e altri territori tuscolani, alla cessione di porzioni ereditarie della stessa Tuscolo da parte dei nipoti Oddone a Carsidonio al cugino Tolomeo di Tuscolo e al papa. Dell'origine spoletina e, quindi germanica, almeno in linea maschile, dei Colonnesi attraverso i Tuscolani non dubitò nemmeno Francesco Petrarca, il quale ne fece espressa menzione in una lettera a Cola di Rienzo.
La crisi del papato causata dalla deposizione del papa tuscolano Benedetto IX, ponendo fine a quello che gli storiografi tedeschi definivano l'Adelpapsttum cioè il "Papato di famiglia", a cui gli imperatori imposero come suoi successori pontefici di loro fiducia a partire da Damaso II, anch'essi di prevalente origine germanica che eliminassero o limitassero l'eccessiva influenza della antica nobiltà romana sulla curia e sull'elezione del pontefice, non impedì ad un ramo collaterale dei Tuscolani condannati ad un ruolo sempre più marginale e alla loro successiva estinzione, di sostituirsi ad essi, pur in un momento di decaduto consenso e prestigio del loro casato.
Poco sappiamo della vita di Pietro della Colonna: attestato per la prima volta in una notizia relativa all'elezione di Pasquale II (a. 1099), il quale ne avrebbe ottenuto l'appoggio con la promessa di denaro e terre, pochi anni dopo Pietro si impadronisce di Cave, ma è poi sconfitto da Pasquale II, che gli sottrae anche Zagarolo e Colonna (castello eponimo della famiglia). Nel 1108, assieme a Tolomeo di Tuscolo capeggia una rivolta che priva la Chiesa del controllo, fra gli altri centri, di Palestrina. È la prima volta che i Colonna e Palestrina, rimasta poi per secoli il cuore dei domini familiari, vengono accostati nelle fonti, ma non si può stabilire se la città sia divenuta possesso di Pietro proprio allora ο invece, come ritiene il Petrini, negli anni successivi. È certo comunque che essa è appartenuta a Pietro anche prima del pontificato di Onorio II (1124-1130), il quale «civitatem Preneste Petro de Columpna restituii», dando anche in sposa una propria nipote al figlio di Pietro, Oddone. Probabilmente in quegli anni, i Colonna tornano in possesso di Zagarolo e Colonna, di nuovo attestati fra i domini familiari nel 1151, allorché il figlio di Pietro, Oddone, cede al papa, in cambio di una notevole somma di denaro e del castello di Trevi, la metà di Tuscolo, il vicino Monteporzio e i suoi diritti su Montefortino.

### Papi tuscolani

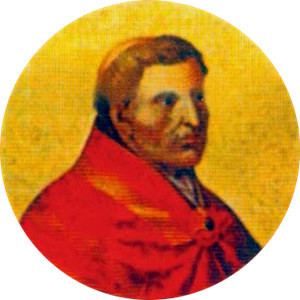
Papa Giovanni XI
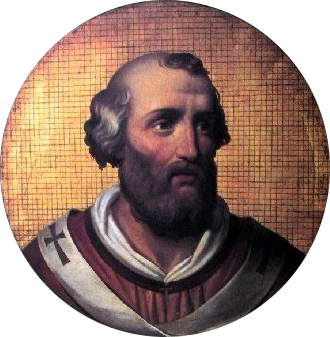
Papa Giovanni XII
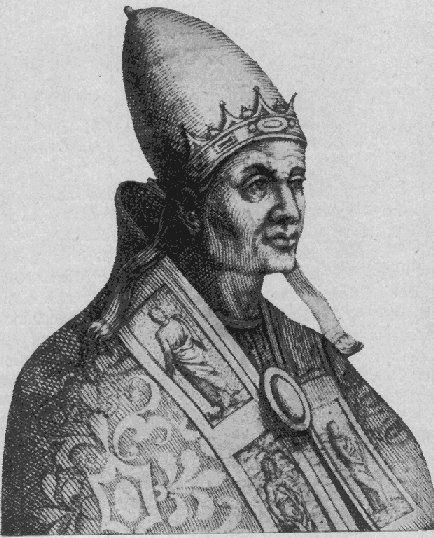
Papa Benedetto VIII
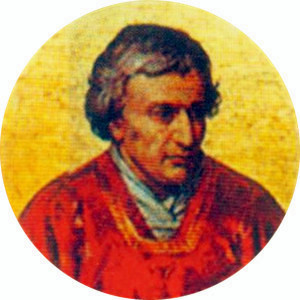
Papa Giovanni XIX
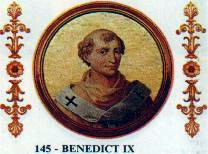
Papa Benedetto IX

### Ascesa medievale

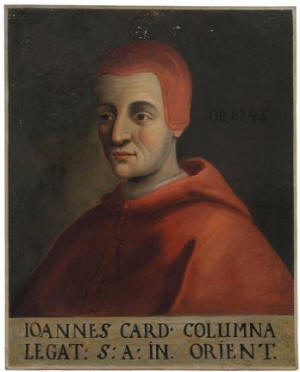
Ritratto postumo del cardinale Giovanni Colonna, legato pontificio a Costantinopoli

Grazie soprattutto alla spregiudicata attività del suo capostipite, questo ramo dei conti di Tuscolo nel giro di pochi decenni assume una fisionomia del tutto autonoma. In campo politico, l'iniziale collaborazione con i Tuscolani viene meno già durante il papato di Pasquale II; la suddivisione dei dominii familiari si accompagna a contrasti violenti, dopo i quali i Colonna si liberano, cedendoli alla Chiesa, dei possessi ancora indivisi con i parenti; nel contempo nuovi acquisti determinano la creazione, alle porte di Roma, di una dominazione territoriale del tutto nuova, pur se prossima alla tradizionale area di radicamento fondiario dei conti di Tuscolo. L'adozione dell'appellativo de Columna accompagna e sanziona questo processo, a riprova della crescente separazione di Pietro e della sua famiglia dagli altri congiunti.
Con la definitiva separazione tra i due rami avvenuta tra 1143 e 1151 con la nascita del Senato Romano e la cessione al pontefice Eugenio III della loro metà del feudo avito di Tuscolo da parte dei fratelli Oddone e Carsidonio figli di Pietro de Columna, evitando l'isolamento a cui abbandonarono i cugini tuscolani capi della fazione imperiale e avversari delle libertà comunali e ormai nemici dichiarati del Senato e dei romani, riuscirono a consolidare i loro possessi nell'agro prenestino e seppero ritagliarsi un ruolo di primo piano nell'ambito del papato “riformato” a fianco della nuova compagine aristocratica emergente dell'Urbe (Frangipane, Pierleoni, Corsi, Bobone ecc.) che soppiantò la vecchia aristocrazia esautorata e confinata nei suoi castra di campagna e ormai in via di estinzione (Crescenzi, De Imiza, de Primicerio, De Melioso e pochissime altre), consolidando poi il loro ruolo e la loro posizione sempre più rilevanti nelle vicende del papato e della politica locale e internazionale, assicurando così la continuità alla discendenza dei Teofilatti, così come ad essi succedettero nel titolo di excellentissimus vir come erano riconosciuti i membri di questo casato fin dall'alto medioevo.
Sappiamo ben poco sulla politica territoriale del longevo figlio di Pietro Colonna, Oddone, che fin dal 1151 appare alla guida della famiglia. Dopo la transazione del 1151 con Eugenio III, rimane in possesso di Palestrina, Zagarolo, Colonna e Trevi. È quindi in grado di controllare tutta quell'area, compresa fra i Colli Albani e i Monti Prenestini, che mette in congiunzione la Campagna Romana con la valle del Sacco, tentando anche, con l'acquisto di Porciano nei pressi di Anagni, di espandere i suoi dominii verso il cuore della Campagna. La totale carenza di fonti non permette di attribuirgli con sicurezza altre acquisizioni, pur se è probabile che sempre ad Oddone si debba, sul finire del secolo, il passaggio ai Colonna di S. Cesareo, di S. Giovanni in Campo Orazio e forse anche di Gallicano. L'acquisto della maggioranza dei castelli che risultano in mano alla famiglia alla metà del XIII secolo sembra però vada collocato dopo la morte dì Oddone, durante il lungo cardinalato del figlio Giovanni, porporato di grande potere e ricchezze, «inter omnes cardinales in possessionibus secularibus potentissimus» (1206-1245).
Già in quest'epoca, infatti, la famiglia era nota per la sua potenza, anche perché alcuni dei suoi membri divennero cardinali: fra essi Giovanni, cardinale di Santa Prisca nel 1193 e cardinale vescovo di Sabina nel 1205, protettore di Francesco d'Assisi; ma soprattutto con un altro Giovanni che fu cardinale di Santa Prassede dal 1212 definito all'interno del Sacro Collegio "potentissimus" che mostrò simpatie per i ghibellini contro la volontà di Gregorio IX, iniziarono le ostilità contro gli Orsini, ferventi guelfi.
Il cardinale Giovanni fu uomo di fiducia di papa Innocenzo III e legato apostolico nell'Impero latino di Costantinopoli, del quale resse le sorti negli anni 1217-1219. A causa della sua posizione di capo della fazione filoimperiale, dopo aver invitato le milizie imperiali a muovere contro Roma dopo essersi rifugiato a Palestrina, subì l'assedio della roccaforte del mausoleo di Augusto nel 1241 e la distruzione dei suoi palazzi in Roma da parte di Matteo Rosso Orsini, nuovo e unico senatore di Roma nominato da Gregorio IX in sostituzione dei precedenti senatori Oddone Colonna nipote del cardinale e di Annibaldo Annibaldi, che lo tenne prigioniero dall'autunno del 1241 alla primavera del 1243; datando da questi anni l'inizio della rivalità tra le due famiglie Colonna ed Orsini.
È infatti con ogni probabilità grazie al suo appoggio che i congiunti si insignoriscono di numerosi centri posti nella parte meridionale dei Monti Prenestini e sulle colline immediatamente adiacenti: Capranica, Monte Manno, S. Vito, Pisoniano, Olevano, Genazzano e parte di Paliano e Serrone; lungo la via Labicana, inoltre, all'avito Colonna e a S. Cesareo, si aggiunge, in direzione di Roma, la metà di Pietraporzia. Ed è sempre durante il suo cardinalato che i Colonna appaiono finalmente radicati in Roma: iniziano a venire chiamati al senatorato e acquistano il controllo di potenti fortezze urbane, come l'Augusta e Montecitorio.
Le lotte continuarono con Ottone Colonna, senatore di Roma (1279-1280) e con il figlio di costui, Pietro, anch'egli creato cardinale nel 1288 da Niccolò IV. Un terzo Giovanni, nipote del cardinale di Santa Prassede, studiò a Parigi, fu domenicano, arcivescovo di Messina (1255) e vicario di Roma (1262); accompagnò come legato l'esercito di Luigi IX in Egitto, dove, catturato dai Saraceni, fu da loro liberato per il suo coraggio.
Fino alla morte del cardinale Giovanni, la famiglia sembra essere rimasta sostanzialmente unita. Dopo la sua scomparsa, fra i figli dei due fratelli del cardinale, Giordano e Oddone, sorgono dei contrasti circa la spartizione dei domini. La divisione del 1252 ricorda un precedente arbitrato del prefetto Pietro ed è volta a porre fine «multibus litibus et controversiis et discordiis, questionibus, guerris et offensis». Ne intuiamo facilmente l'origine, vedendo come il figlio di Giordano voglia ed ottenga una quota dei domini nettamente superiore a quella del cugino: Pietro di Oddone riceve soltanto Gallicano, S. Giovanni in Campo Orazio e S. Cesareo; Oddone di Giordano ha invece (oltre ad Olevano e Genazzano che sembrano essere stati personale proprietà del padre) Palestrina con il Monte e la Rocca, Zagarolo, Colonna, Capranica, Pretaporci e i diritti familiari in S. Vito, Monte Manno, Castel Nuovo e Pisoniano. Nascono così due rami distinti, quello di Gallicano e quello di Palestrina. Cinque anni più tardi, nel 1257, alla morte di Oddone di Giordano il ramo di Palestrina è soggetto ad un'ulteriore scissione: dopo un contrasto giudiziario, Pietro di Stefano, al quale era stato assegnato il castello di Genazzano, entra in possesso, per via di diritto ο di fatto, anche di Olevano, sottraendolo ai figli di Oddone III, suoi cugini, ai quali restano Palestrina e gli altri domini ottenuti nel 1252. Si forma così il terzo ed ultimo ramo duecentesco del casato, quello dei Colonna di Genazzano.
Era radicata nella famiglia la memoria, frutto di una tradizione non verificabile alla luce delle fonti, della loro parentela con la famiglia Hohenzollern marchesi di Brandeburgo, iniziata dal fondatore Pietro quando fu costretto a trovare rifugio presso l'imperatore dopo aver avversato papa Pasquale II, già ricordata da papa Martino V nel secolo XV.

### Bonifacio VIII e i Colonna

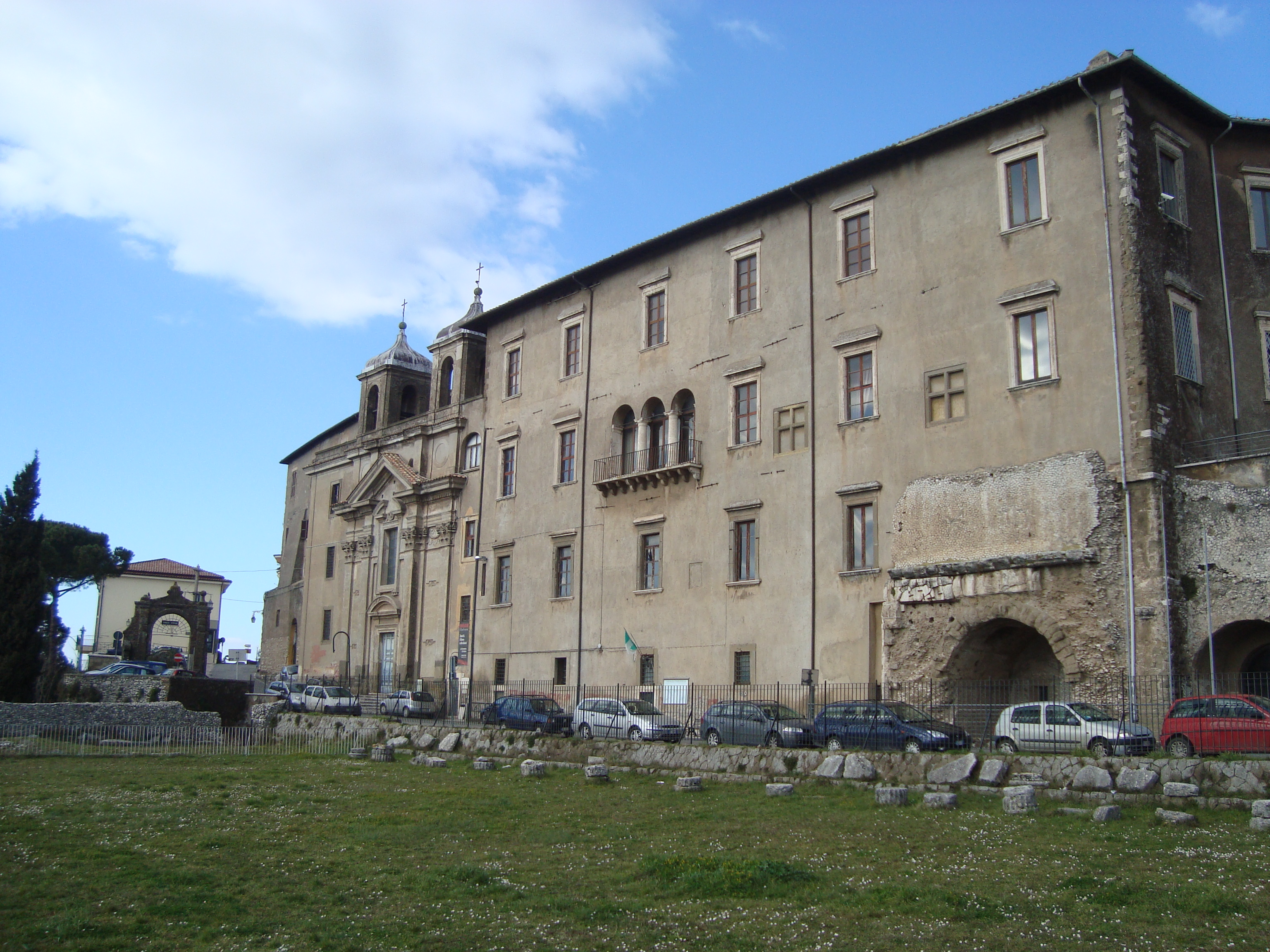
Parte quattrocentesca di Palazzo Colonna-Barberini di Palestrina costruito sulle rovine del tempio della Fortuna Primigenia

L'episodio attraverso il quale i Colonna sono universalmente noti è lo scontro che, tra il 1296 e il 1303, li contrappone a papa Bonifacio VIII. Il tentativo da parte del pontefice, al secolo Benedetto Caetani, di far emergere la propria famiglia passava necessariamente attraverso l'acquisizione di terre e titoli nel territorio basso laziale al fine di creare un nucleo forte e coeso di possedimenti intorno alla città di Anagni (luogo di origine della famiglia). I modi alteri e a volte violenti tramite i quali l'allora cardinale Benedetto eseguì queste acquisizioni lo portano ad inimicarsi un gran numero di famiglie dell'aristocrazia rurale della Campagna; in breve i Caetani riescono, nel giro di pochi anni, ad emergere vistosamente tra le famiglie laziali e a costituire un elemento pericoloso per le consorterie familiari prima fra tutte, ovviamente, i Colonna che hanno in Palestrina il centro del loro potere territoriale.
L'elezione al soglio pontificio del cardinale Caetani, che prende il nome di Bonifacio VIII (elezione che fu appoggiata dai due cardinali Colonna Giacomo e Pietro), inasprisce sempre di più i rapporti tra le parti fino a quando, il 3 maggio del 1297, Stefano Colonna il Vecchio saccheggia con le sue truppe un convoglio personale del papa rubando l'enorme somma di duecentomila fiorini d'oro.
Lo scontro diventa in breve furioso. Mentre il 10 maggio, in concistoro, il papa (con la bolla In excelso trono) dichiara i due cardinali decaduti e confisca tutti i beni appartenuti alla famiglia, i Colonna, nel castello di Lunghezza, procedono alla redazione del famoso “manifesto” che nei suoi punti essenziali condanna il papa denunciandone l'illegalità dell'elezione e accusandolo della responsabilità sulla morte di Celestino V.
Il conflitto, divenuto guerra, si snoda attraverso episodi di altissimo livello quali la crociata, lanciata il 14 dicembre 1297, contro i beni e le persone dei Colonna (forse per la prima volta nella cristianità un papa bandisce una crociata contro altri cristiani, di antica e rinomata famiglia che aveva fino a pochi mesi prima due cardinali al proprio interno) e il lungo assedio della città di Palestrina che, stando ad Eugenio Duprè Thesèider, è da ritenersi, con i suoi quasi due anni, il più lungo assedio del Medioevo nel Lazio. La guerra si conclude nel 1298 con la sconfitta dei Colonna, la dispersione della famiglia e la distruzione della gran parte dei loro beni (Palestrina pur essendo sede suburbicaria, venne rasa al suolo facendone arare le macerie, cospargendole simbolicamente di sale per impedirne la rinascita). I membri della famiglia, e in particolare i cardinali, fuggendo diventano oggetto della caccia del papa.

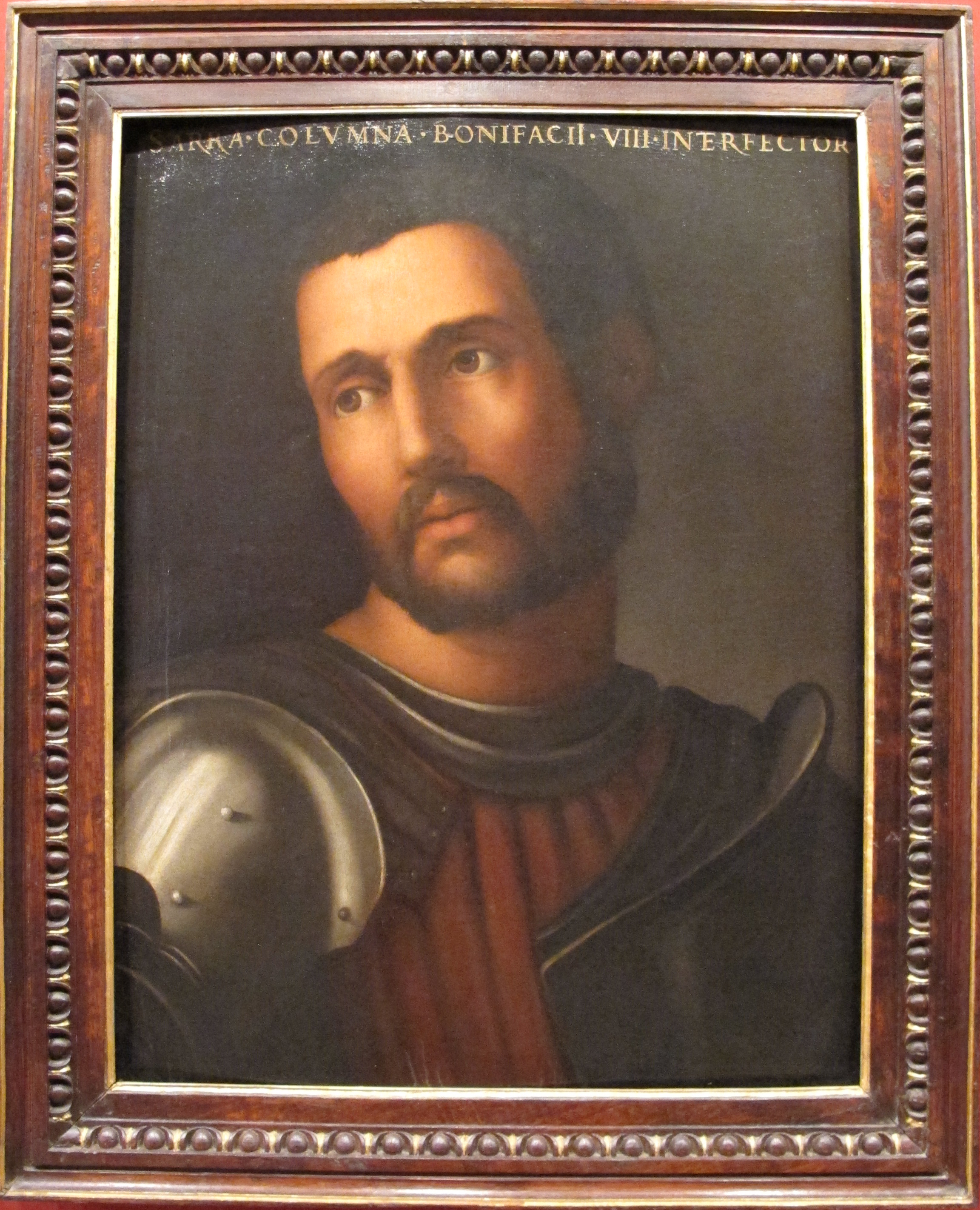
Giacomo detto Sciarra Colonna

Lo scontro tra il Filippo IV il Bello e Bonifacio VIII si snoda negli anni, ma è solo nel 1303 che la volontà di Bonifacio VIII di ergersi quale giudice supremo dei sovrani laici porta alla rottura definitiva. Il principale artefice dell'evento noto come "oltraggio di Anagni" è il guardasigilli del re Guglielmo di Nogaret il quale, mentre si trova in Italia, tramite il suo pupillo Plaisians, il 13 giugno promuove (per la seconda volta) il cartello d'accusa al Papa che, questa volta, viene accettato anche dal Re e reso pubblico. Il papa venuto a sapere ciò prepara la scomunica per il sovrano francese che sarà resa pubblica l'8 settembre 1303 aprendo la strada agli eventi di Anagni. Intanto, il 7 settembre 1303 un nucleo di armati, guidati da Guglielmo di Nogaret e da Sciarra Colonna, irrompono in Anagni e dopo alcune ore di lotta prendono prigioniero il papa. Le vicende che seguono vedono i piani del Nogaret frustrati, poiché egli voleva condurre il pontefice in Francia per sottoporlo a processo, mentre i suoi alleati, forse, avrebbero auspicato un'azione più dura. La sommossa popolare che segue li costringe ad una fuga precipitosa; il papa, liberato dalla gente anagnina, si rifugia sotto la protezione degli Orsini in Roma dove, forse a causa dell'umiliazione, muore poco dopo, probabilmente d'infarto.
Numerosi altri furono i tentativi di rovesciare la potenza della famiglia da parte dei suoi avversari, tra i più noti furono quello messo in atto da Sisto IV Della Rovere e dai suoi parenti con l'aiuto degli Orsini, che giunsero all'arresto e alla decapitazione del protonotario Lorenzo Colonna, avvenuta in Castel S. Angelo il 30 giugno 1484, descritto nel diario di Stefano Infessura, nel 1502 vennero espropriati dei loro possedimenti da Cesare Borgia insieme ai Savelli e ai Caetani, e quello ordito da Paolo IV Carafa e dai suoi nipoti che confiscarono alla famiglia il Ducato di Paliano, che tornò ai Colonna dopo il trattato di Cave del 1557.

### Papa Martino V e il ramo di Genazzano-Paliano

Il castello-palazzo Colonna di Genazzano

Con Martino V (Oddone Colonna) figlio di Agapito signore di Genazzano, Pontefice dal 1417 al 1431, che succedette a Gregorio XII, il potere temporale del papato ebbe un nuovo periodo di splendore. Pur avendo partecipato al Concilio di Pisa (1409) e a quello di Costanza (1414-1418), appoggiando tesi conciliaristiche fra la Chiesa di Avignone e quella di Roma, dopo il suo rientro a Roma (1420), Martino V lavorò per la riedificazione spirituale e morale dell'autorità pontificia, rifiutando l'applicazione dei decreti conciliari che ledevano l'autorità papale. Dopo varie trattative, riuscì a sanare il grande scisma, ottenendo la rinuncia dell'antipapa Clemente VIII (1429).
Contrastò le tendenze autonomiste della nazione francese e si dimostrò tollerante verso gli ebrei, mitigando le misure vessatorie introdotte contro di loro dal suo predecessore. Protesse e favorì largamente gli esponenti della sua famiglia che riacquisirono i loro feudi storici di Palestrina, Zagarolo, Genazzano e Colonna e ottennero molti feudi in Italia meridionale (Amalfi, Salerno) e nel Lazio (Ardea, Nettuno, Astura, Frascati, Marino, Rocca di Papa, Capranica, Paliano e Sonnino). Morì a Roma nel 1431; gli succedette Eugenio IV. Questi ultimi revocò tutti i privilegi che i Colonna avevano conseguito sotto Martino V, i quali non accettarono le decisioni del Papa e lo costrinsero a fuggire in barca lungo il Tevere per rifugiarsi prima a Firenze e poi a Bologna. Eugenio IV reagì scomunicando i Colonna.
La scomunica comportava la confisca dei beni. I Colonna non cedettero e scoppiò la guerra. Gli ottomila fanti del Papa riconquistarono alla Chiesa Albano, Castel Gandolfo, Civita, Zagarolo e perfino Palestrina feudo principale dei Colonna, ma non riuscirono nella conquista del Castello di Lariano e dei suoi territori, che capitolò più tardi quando il Papa inviò quattromila fanti ad assediare Lariano a cui si aggiunsero altri ottocento soldati di Velletri, guidati da Paolo Annibaldi della Molara.

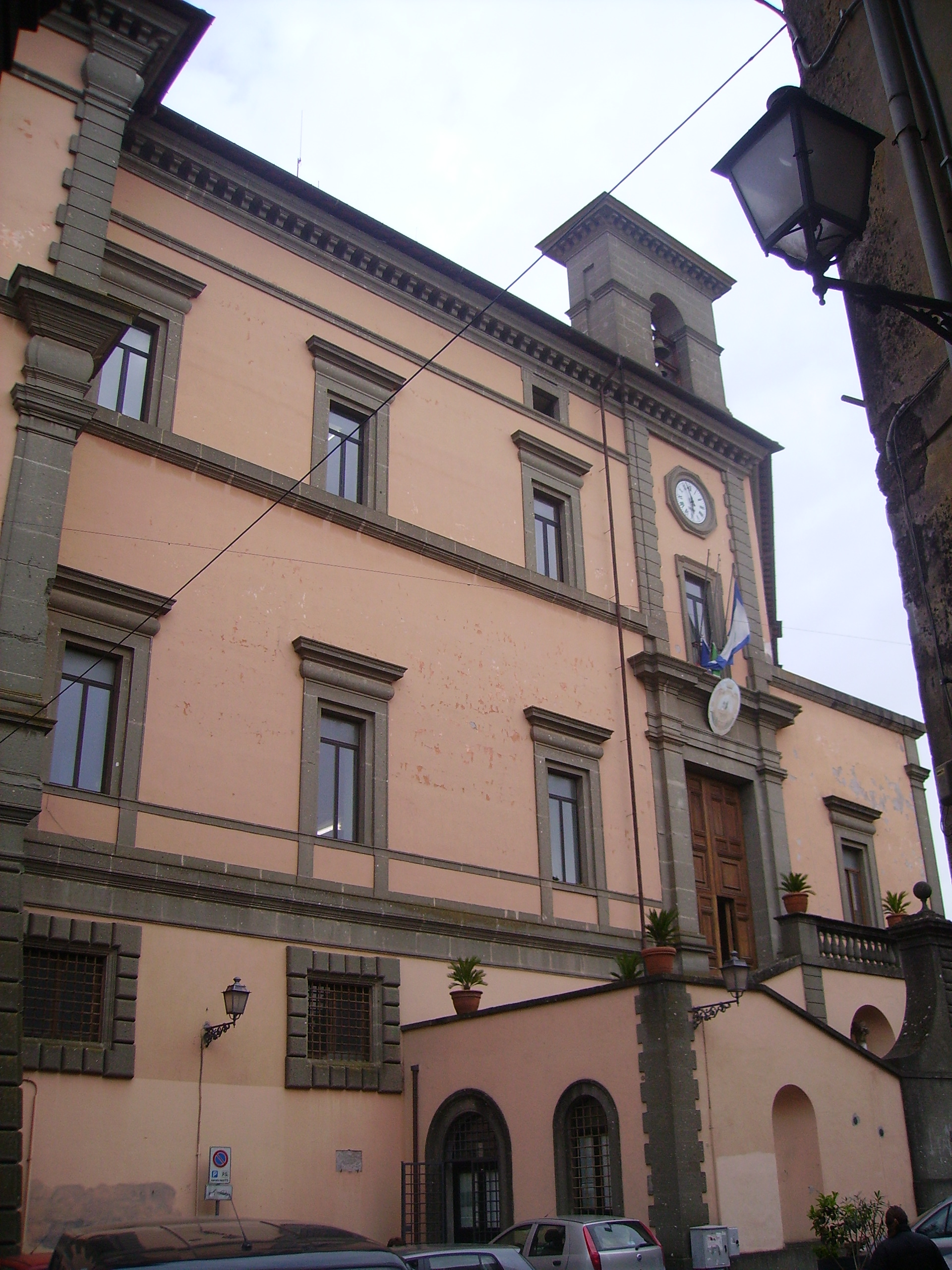
Palazzo Colonna di Marino

Da ricordare Giordano, principe di Salerno, e Lorenzo Onofrio Colonna, conte di Albe, fratelli di Martino V; la loro sorella Paola (1380-1445), consorte di Gherardo Appiano, fu reggente poi signora regnante di Piombino dal 1441 al 1445.
Da Lorenzo Onofrio, che sposò Sveva Caetani, discendente di quella famiglia Caetani già nemica dei Colonna, nacquero Prospero e Antonio, cardinale il primo nel 1426 e principe di Salerno il secondo, nemico di papa Eugenio IV e degli Orsini, il loro fratello minore Odoardo, duca dei Marsi, assicurerà la discendenza al ramo di Genazzano.
Grazie al matrimonio del figlio di quest'ultimo, Fabrizio, con Agnese di Montefeltro, la famiglia si ritenne legittima erede del ducato di Urbino del quale tra 1519 e 1521 pretese l'investitura dopo la morte di Leone X.

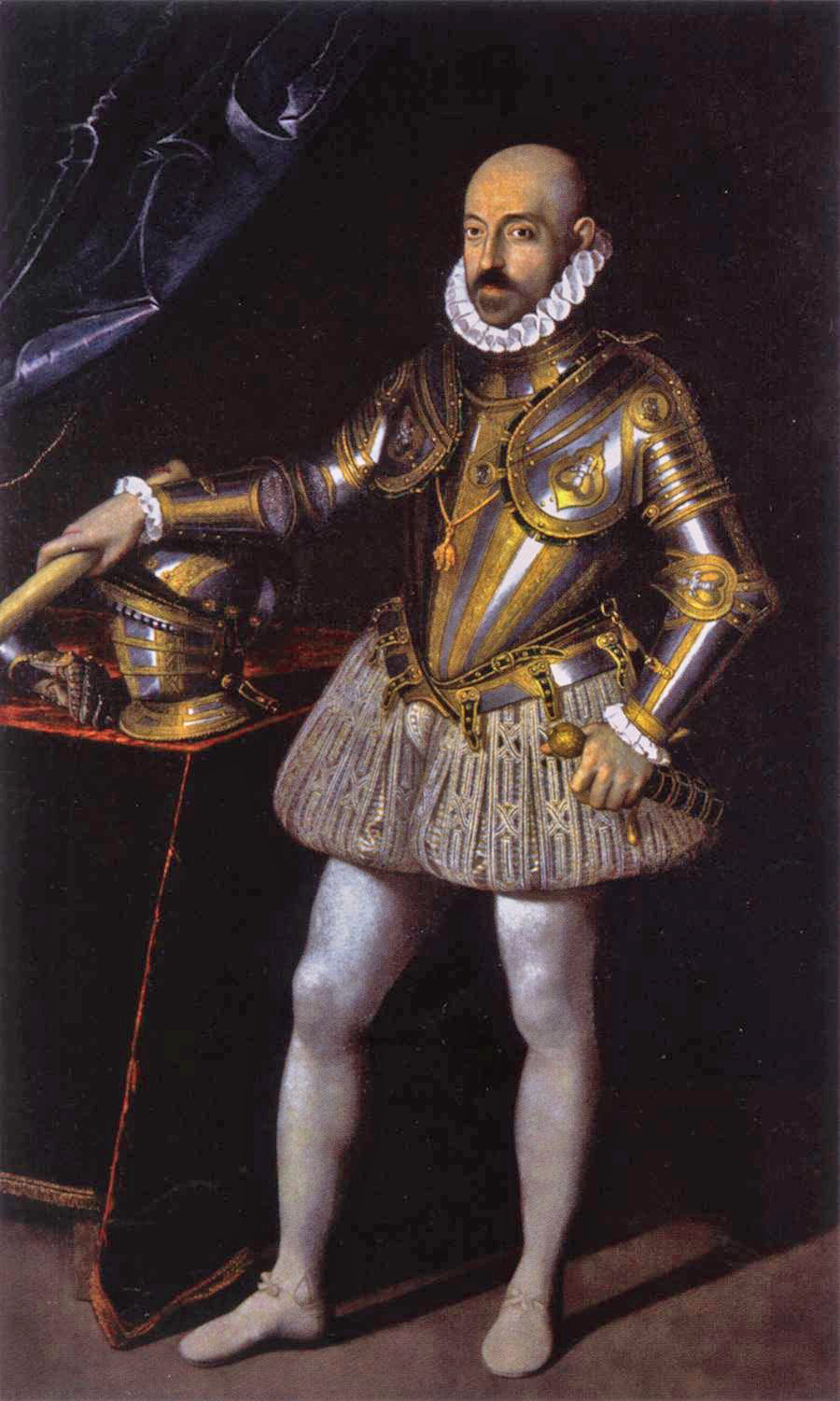
Marcantonio Colonna (1535-1584) eroe di Lepanto

Nel XVI secolo, si distinse Marcantonio Colonna, figlio di Ascanio, duca di Paliano, nominato nel 1570 capitano generale della flotta pontificia contro i turchi. L'anno seguente, Marcantonio, nominato luogotenente nella Lega cristiana, contribuì a formare una nuova armata navale contro gli ottomani, distinguendosi per valore e intelligenza nella battaglia di Lepanto (7 ottobre 1571).
Nel 1577, divenne viceré di Filippo II di Spagna in Sicilia, carica che tenne fino alla morte, nel 1584. Costui nel pieno della controversia con i Carafa, riuscì a tornare in possesso dello stato di Paliano destinato dal padre Ascanio a tornare alla Chiesa, cedendo numerosi feudi tra cui Nemi, Civita Lavinia ed Ardea per risanare gli ingenti debiti che gravavano il patrimonio.
Altro personaggio rilevante è stata Vittoria Colonna (1490-1547), celebre poetessa, sposa nel 1509 di Ferdinando d'Avalos, con cui visse nel castello aragonese di Ischia fino alla morte del marito nel 1525. Un ultimo violento conflitto, dopo la metà del XVI secolo, oppose Paolo IV Carafa ai Colonna, che vennero scomunicati e privati dei loro domini, in parte recuperati successivamente. Alcuni feudi (Zagarolo, Colonna) passarono ai Ludovisi, altri (Palestrina) ai Barberini.
Va però ricordato che i Colonna, da oltre un secolo, avevano acquisito nuovi interessi nel Napoletano dove ricoprivano con frequenza, le cariche di Viceré e detenendo ereditariamente quella di Gran Connestabile, legandosi così alla Spagna; dal XVII secolo in poi cessarono le lotte con gli Orsini e i Papi, i quali confermarono alla famiglia il titolo di Principe assistente al Soglio pontificio.
Altri membri del ramo che assunse definitivamente il nome di Paliano furono Prospero Colonna, ammiraglio della flotta pontificia a Tunisi (1573) e altri esponenti che si fecero valere nelle armi (Marcantonio V), nelle scienze (Fabio Colonna) e altri come principi della Chiesa.

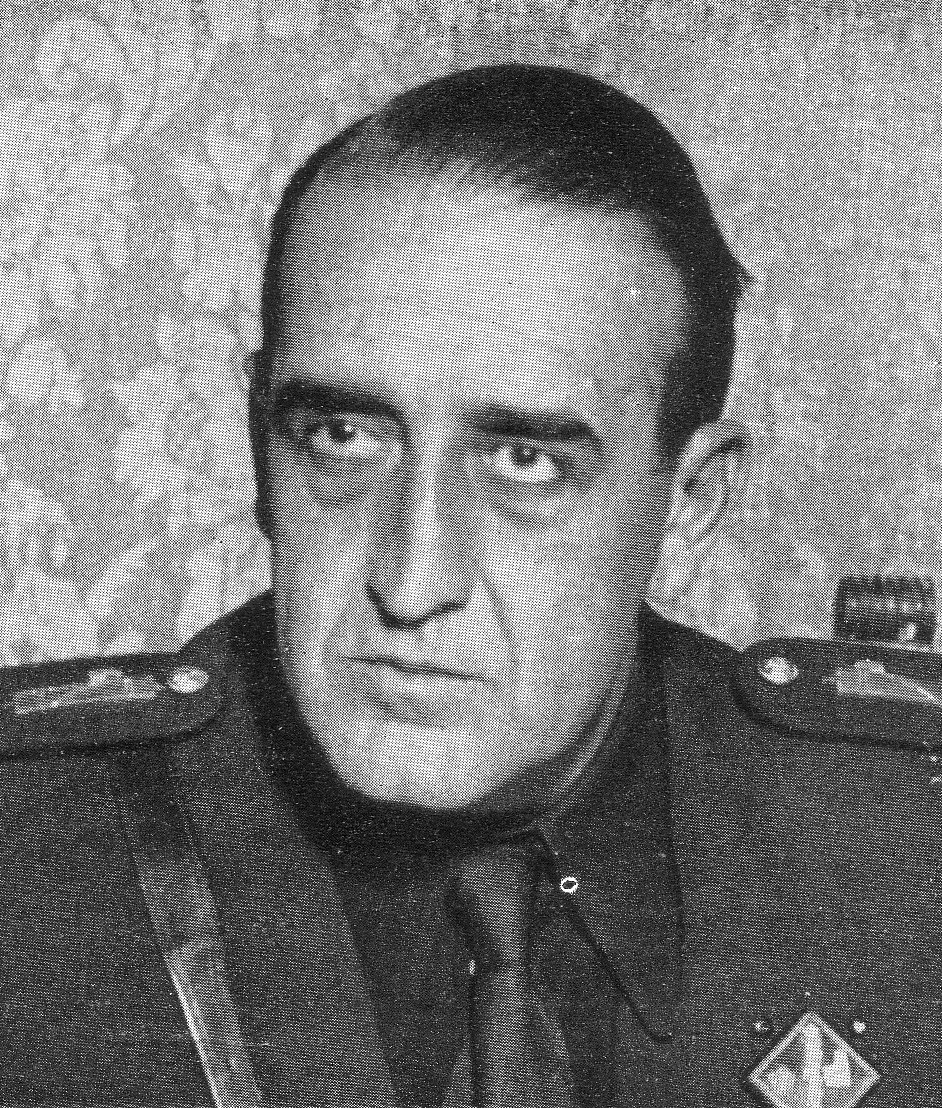
Piero Colonna governatore della città di Roma

Nel XX secolo si contano Fabrizio senatore del Regno, Piero governatore di Roma e Guido noto uomo diplomatico.
Dalla linea di Paliano derivò il ramo di Stigliano (1700).
Nel ramo di Zagarolo che si estinse nel 1661, si ricordano: Marcantonio, cardinale (1523-1597); Ascanio, cardinale (1555-1608); Pompeo (?-1583), che difese Malta contro i Turchi e combatté a Lepanto; Marzio, figlio di Pompeo, generale di papa Clemente VIII, che ebbe parte nella vicenda di Beatrice Cenci (1599); Pompeo (?-1661), scrittore, poeta e librettista.

### Colonna di Sciarra
Il ramo di Palestrina si origina nel XIV secolo da Stefano il Vecchio, fratello di Giacomo detto Sciarra, che avevano fissato le loro dimore sin dal XIV secolo presso la chiesa di San Marcello al Corso.  Questi ricevette anche i feudi di Colonna, Gallicano, Zagarolo, Anticoli, Roviano, ai quali si aggiunsero, tra le altre titolature e possedimenti, anche la contea del Cicolano e altri feudi in Abruzzo. Finalmente, nel 1571, il principale feudo di questo ramo venne eretto in principato. Dopo la vendita di Palestrina ai Barberini nel 1630, papa Urbano VIII trasferì il titolo principesco su Carbognano.
Nel ramo troviamo tra gli altri: Francesco (m. 1636) che combatté a fianco di Alessandro Farnese nelle Fiandre e Giulio Cesare, principe di Carbognano, che sposò Cornelia Barberini, ultima discendente della famiglia con la quale Palestrina solo dopo circa un secolo tornò nei Colonna, fino alla scomparsa di Enrico Colonna Barberini (1823-1889). Da allora, a seguito della istituzione della secondogenitura a cui andò il titolo di principe di Palestrina e che assunse il cognome di Barberini Colonna, vennero acquisiti nel patrimonio il palazzo romano dei Barberini, il palazzo di Palestrina, la villa Sciarra a Roma e la villa di Castel Gandolfo.
Il ramo primogenito detto dei principi di Carbognano e duchi di Bassanello, con l'acquisizione di alcuni beni del patrimonio Barberini dal 1810 si chiamò Colonna Barberini di Sciarra, che ebbero residenza nel palazzo omonimo sulla via del Corso (già piazza di Sciarra), riedificato su commissione del 2º principe di Palestrina e 1° di Carbognano, Francesco (m. 1636), da Flaminio Ponzio che aveva accorpato i due edifici preesistenti della famiglia, noto per la bellezza del portale progettato da Orazio Torriani e incluso tra "le quattro meraviglie di Roma".
La famiglia si estinse nella linea maschile con Urbano, tenente pilota caduto in combattimento nei cieli di Malta nel 1942 e figlio di Maffeo di Sciarra (1850-1925) editore e latifondista, noto per aver adibito parte del suo palazzo a sede di periodici, tra i quali il quotidiano La Tribuna e per la fondazione del Teatro Quirino, oltre che per aver esportato illecitamente tra il 1890 e il 1895 capolavori d'arte provenienti dalla sua collezione che comprendeva tra le altre opere di Raffaello, Tiziano e Caravaggio, perdendo pressoché l'intero suo patrimonio in attività speculative.
La discendenza prosegue per via femminile, attraverso Urbano Barberini, nato da Mirta, figlia primogenita di Urbano Barberini-Colonna di Sciarra, e del marito Alberto Riario Sforza, che aggiunse al proprio il cognome della moglie per adozione da parte di Stefanella Barberini Colonna di Sciarra.
I primogeniti di questa casata godettero dei titoli ereditari di principe di Palestrina, Grande di Spagna, Duca di Bassanello, Conte di Palazzuolo, Conte di Pacentro, Conte degli stati di Cicoli, Lucoli e Tornimparte, Barone e Signore della Rocca Santo Stefano, Rocca San Giovanni, Sant’Eusanio, Fossa, Casentino, Bassano, Monticchio, Villa Sant’Angelo, Tusillo, Stiffe, Rocca di Mezzo, Rocca di Cambio, della fonte d’Avignone e della Valle di Pagliano subaequo.

## Duchi (1519) e principi (1569) di Paliano
- Fabrizio I (1519-1520), I duca di Paliano
- Ascanio (1520-1556), II duca di Paliano
- Marcantonio II (1559-1584), III principe e duca di Paliano[37]
- Marcantonio III (1584-1595), IV principe e duca di Paliano
- Marcantonio IV (1595-1611), V principe e duca di Paliano
- Filippo I (1578-1639), VI principe e duca di Paliano
- Girolamo (1639-1666), cardinale, VII principe e duca di Paliano, con il fratello minore Marcantonio V Colonna
- Lorenzo Onofrio I (1666-1689), VIII principe e duca di Paliano
- Filippo II (1689-1714), IX principe e duca di Paliano
- Fabrizio II (1714-1755), X principe e duca di Paliano
- Lorenzo Onofrio II (1755-1779), XI principe e duca di Paliano
- Filippo III (1779-1816), XII principe e duca di Paliano
- Aspreno I (1787-1847), XIII principe e duca di Paliano, figlio del fratello del precedente
- Giovanni Andrea I (1820-1894), XIV principe e duca di Paliano
- Marcantonio VI (1844-1912), XV principe e duca di Paliano
- Fabrizio III (1848-1923), XVI principe e duca di Paliano, fratello del precedente
- Marcantonio VII (1881-1947), XVII principe e duca di Paliano
- Aspreno II (1916-1987), XVIII principe e duca di Paliano
- Marcantonio VIII (n. 1948), XIX principe e duca di Paliano

L'erede al titolo è il figlio dell'attuale principe, Giovanni Andrea (n. 1975).

## Principi di Sonnino (1688) e poi di Stigliano (1716)

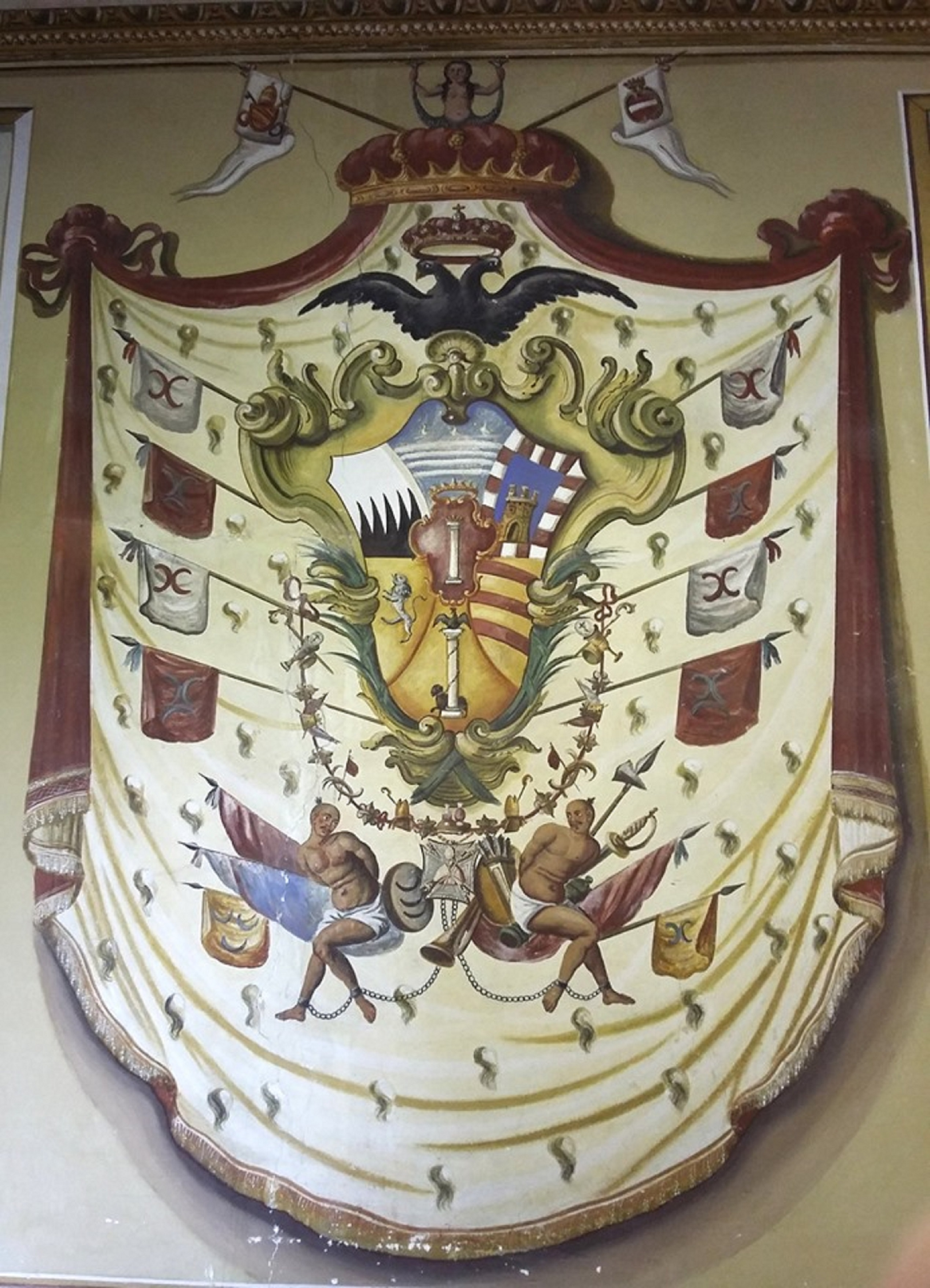
Stemma dei Principi Colonna di Sonnino e poi di Stigliano nel palazzo Pinelli di Giugliano

Il titolo di principe di Stigliano venne concesso a Giuliano, ambasciatore del Regno di Napoli presso la Santa Sede nel 1688 e venne mutato in seguito da un suo discendente, Andrea, il quale cedette il feudo di Sonnino alla linea dei Colonna di Paliano e fece spostare il proprio titolo su quello di Stigliano.
- Giuliano (1671 - 1732), I principe di Sonnino
- Ferdinando (1695-1775), II principe di Sonnino
- Marcantonio (1724-1796), III principe di Sonnino
- Andrea (1748-1820), IV principe di Sonnino e I principe di Stigliano
- Ferdinando (1785-1834), II principe di Stigliano
- Marcantonio (1808-1890), III principe di Stigliano
- Gioacchino (1809-1900), IV principe di Stigliano, fratello del precedente
- Ferdinando (1858-1926), V principe di Stigliano, figlio del fratello del precedente
- Andrea (1885-1943), VI principe di Stigliano
- Lorenzo (1925-1984), VII principe di Stigliano
- Landolfo (1914-1988), VIII principe di Stigliano, cugino del precedente
- Carlo (1908-1990), IX principe di Stigliano, cugino del precedente
- Prospero (n. 1938), X principe di Stigliano
- Federico Giuseppe (n. 1954), nipote Della linea Maria Giulia Colonna,1783-1867.

L'erede del titolo è il fratello dell'attuale detentore del titolo, Fabio Marzio (n. 1943).

## Signori di Palestrina
- Stefano (m. 1348), signore di Palestrina
- Stefanello (m. 1368), signore di Palestrina
- Niccolò (m. 1410), signore di Palestrina
- Giovanni (m. 1413), signore di Palestrina
- Jacopo (m. 1431), signore di Palestrina
- Stefano (m. 1433), signore di Palestrina
- Salvatore (m. dopo il 1433), consignore di Palestrina con
  - Niccolò (m. 1433), consignore di Palestrina con
  - Giordano (m. dopo il 1433), consignore di Palestrina con
  - Ludovico (m. 1436), consignore di Palestrina
- Stefano (m. 1490), signore di Palestrina
- Francesco (m. 1538), signore di Palestrina
- Stefano (m. 1548), signore di Palestrina
- Giulio Cesare (m. 1580)[38], signore di Palestrina

## Principi di Palestrina (1571)
- Giulio Cesare (m. 1580), I principe di Palestrina
- Francesco (m. 1636), II principe di Palestrina sino al 1630

Nel 1630 Francesco Colonna di Sciarra vende il principato di Palestrina a Taddeo Barberini, col privilegio di tramutare il proprio titolo sul feudo di Carbognano, già di proprietà della sua famiglia.
Nel 1728 Giulio Cesare Colonna di Sciarra, V principe di Carbognano, sposa Cornelia Costanza Barberini, ultima della sua famiglia ed erede del patrimonio Barberini.  I loro discendenti adottano il cognome di Barberini Colonna di Sciarra e danno origine a due rami, quello primogenito dei principi di Carbognano (v. oltre) e quello secondogenito dei principi di Palestrina, estinti nella linea maschile con la morte di Enrico Barberini Colonna di Sciarra (1823–1889), IX principe di Palestrina, ma ancora fiorenti per discendenza femminile.

## Principi di Carbognano (1630)
- Francesco (m. 1636), I principe di Carbognano[39]
- Giulio Cesare (1602-1681), II principe di Carbognano
- Egidio (m. 1686), III principe di Carbognano
- Francesco (1684-1750), IV principe di Carbognano
- Giulio Cesare (1702-1787), V principe di Carbognano
- Urbano (1733-1796), VI principe di Carbognano; dalla madre assunse il cognome Barberini Colonna di Sciarra
- Maffeo (1771-1849), VII principe di Carbognano
- Maffeo (1850-1925), VIII principe di Carbognano
- Urbano (1913-1942), IX principe di Carbognano; con lui si estingue la linea maschile dei Colonna principi di Carbognano.
- Mirta (n. 1938), moglie di Alberto Riario Sforza (1937-2008), ex uxor X principe di Carbognano; assunse il cognome Riario Sforza Colonna di Sciarra
- Urbano Riario Sforza Barberini Colonna di Sciarra, XI principe di Carbognano (1961-viv.)

## Colonna Romano di Sicilia
Come scrive il Mugnos due rami fecero passaggio in Sicilia.

### Colonna Romano di Cesarò
L'uno - come riferisce anche Inveges - per i fratelli Federico Colonna Romano, cognominato così per la sua patria e uno dei primari capitani dell'imperatore Federico II re di Sicilia, e Giovanni, Arcivescovo di Messina (1255), figli di Giordano II signore di Zagarolo.
Commendasi di questa prima linea Tommaso Colonna Romano, barone di Fiumidinisi, barone di Calatabiano, barone di Montalbano e stratigoto di Messina.
Da codesta linea si dipartirono diversi rami, tra cui: i Baroni di Cesarò (poi duchi), i duchi di Santa Maria dei Maniaci, i Baroni di Fiumedinisi (poi marchesi), i Baroni di San Calogero Godrano, i Baroni di Iancascio e Realturco, e i Principi di Lascari, i Duchi di Reitano, i Baroni del Biscotto, i Baroni di Francavilla Oliveto, Il ramo dei Colonna Duchi di Cesarò rientra tra i pari del Regno di Sicilia. Epigoni di detta linea mantengono il cognome Colonna Romano in Palermo e Roma.
(abate Domenico De Sanctis, Columnensium Procerum Icones et Memoriae)
Colonna Romano di Resuttano
L'altro ramo dei Colonna - come rammentato anche dal Mango - venne, successivamente, da Roma nell'isola per ragioni politiche, nella persona di Francesco Giovan Battista Colonna; costui, membro del ramo di Genazzano-Paliano, sarà capostipite del ramo di Resuttano. Egli bandito da papa Eugenio IV, successore al soglio pontificio di Martino V (al secolo Oddone Colonna), se ne passò in Sicilia, a Palermo, nella prima metà del XV secolo, e qui rifugiatosi prese per moglie la figlia di Tommaso Colonna-Romano di Montalbano, che gli portò in dote il feudo della Favarotta; non potendo più ritornare a Roma ottenne dal re Alfonso la Castellania e la Custodia della Città di Termini, ove si stabilì. Commendasi di questa linea Giovan Battista Romano e Ventimiglia: II Barone di Resuttano, figlio di Giovanni Forte (I Barone, maritalis nomine, di Resuttano) e Caterina Flodiola e Ventimiglia (Baronessa di Resuttano e di Rachilebbi ed erede del padre Barone Giovan Silvestro Flodiola, che aggiunse al proprio cognome quello dei Ventimiglia), III Barone del Ponte di Termini e della Favarotta, nonché paggio dell'imperatore Carlo V che ospitò nel castello di Resuttano e che - nell'occasione - gli riconobbe il privilegio di aggiungere al proprio stemma l'aquila argeta (l'aquila bicipite tipica dello stemma imperiale). Epigoni di questo ramo furono riconosciuti cugini, con atto di legge, nel 1659 a Roma dal Principe di Paliano. Il ramo principale di detta linea mutò il cognome Romano Colonna in Romano Ventimiglia per poi abbandonare quest'ultimo e risiede oggi in Palermo; in detto ramo risulta estinta la famiglia Gagliano di Picardia De Ballis (Ballo) da cui perviene il titolo di Marchesi di Buonfornello e un ramo dei Cardona (Incardona) di Sicilia.
Si ricordano:
- Giovanni Antonio Colonna Romano Filingeri, senatore del Regno e prefetto della città di Palermo
- Gabriele Colonna Romano di Cesarò, deputato del Regno
- Giovanni Antonio Colonna Romano di Cesarò, ministro del Regno
- Simonetta Colonna Romano di Cesarò, stilista

## Altri Colonna illustri
- Dai Colonna di Roma discenderebbero i Colonna di Corsica il cui primo membro di spicco del casato sarebbe stato Ugo Colonna detto Magno, chiamato così in onore dello zio il conte di Provenza, principe di Corsica, che a capo di 2500 uomini conquistò l'isola sottraendola ai Mori nell'816, fondando altri rami della dinastia.

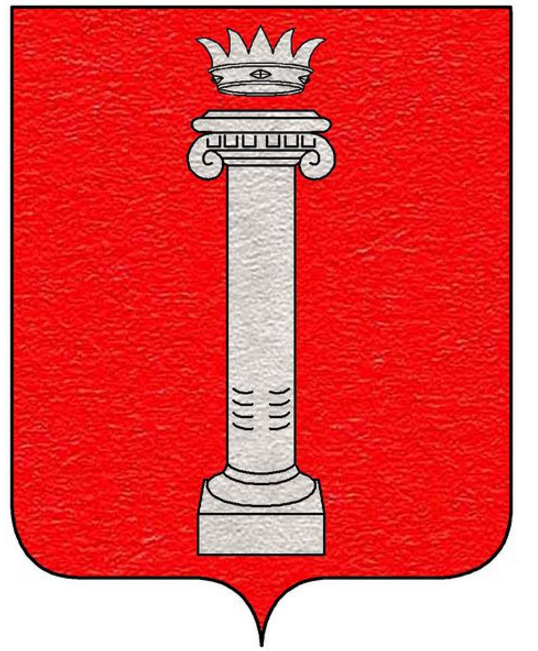
Lo stemma dei Colonna sardi

- I Colonna di Sardegna, invece, provenienti dall'isola di Ponza, si trasferirono a Terranova Pausania agli inizi del Novecento, con Vincenzo. Questi e i figli Michele (la cui discendenza maschile - Fabrizio di Carlo - vive tuttora a Roma, quella femminile nella città sarda),[43] Giosuè e Antonio avviarono una redditizia attività casearia e fecero costruire tre edifici, in stile Art Nouveau, ancora esistenti: palazzo Colonna, in corso Umberto, l'attuale residenza municipale e la villa Clorinda. Il loro stemma è: di rosso, alla colonna d'argento, coronata d'oro.[44]
- I Colonna d'Ornano
- I Colonna d'Istria
- I Colonna di Leca, ramo al quale appartennero Don Juan De Mafiara di Leca Colonna di Siviglia, personaggio noto come Don Giovanni, e Rodolfo di Leca, capitano generale delle truppe di Vlad di Valacchia (Drakul)[45]
- I Colonna Della Rocca
- I Colonna Cristinacce
- I Colonna Bozzi, a cui appartenne Donna Maria Colonna Bozzi, bisnonna dell'Imperatore dei Francesi Napoleone Bonaparte.

## Cardinali Colonna
(tra parentesi l'anno della nomina)
- Giovanni Colonna (1193)
- Giovanni Colonna (1212)
- Giacomo Colonna (1278) alias Jacopo Colonna, in attrito con Bonifacio VIII
- Pietro Colonna (1288) in attrito con Bonifacio VIII
- Giovanni Colonna (1327)
- Agapito Colonna (1378)
- Stefano Colonna (1378)
- Oddone Colonna (1405) poi papa Martino V
- Prospero Colonna (1426)
- Giordano Colonna (viv.1461)[46]
- Giovanni Colonna (1480)
- Pompeo Colonna (1517)
- Marcantonio Colonna (1565)
- Ascanio Colonna (1586)
- Girolamo Colonna (1628)
- Carlo Colonna (1706)
- Prospero Colonna (1739)
- Girolamo Colonna (1743)
- Prospero Colonna di Sciarra (1743)
- Marcantonio Colonna (1759)
- Pietro Colonna Pamphili (1766)
- Nicola Colonna di Stigliano (1785)
- Benedetto Colonna Barberini di Sciarra (1826)

## Albero genealogico

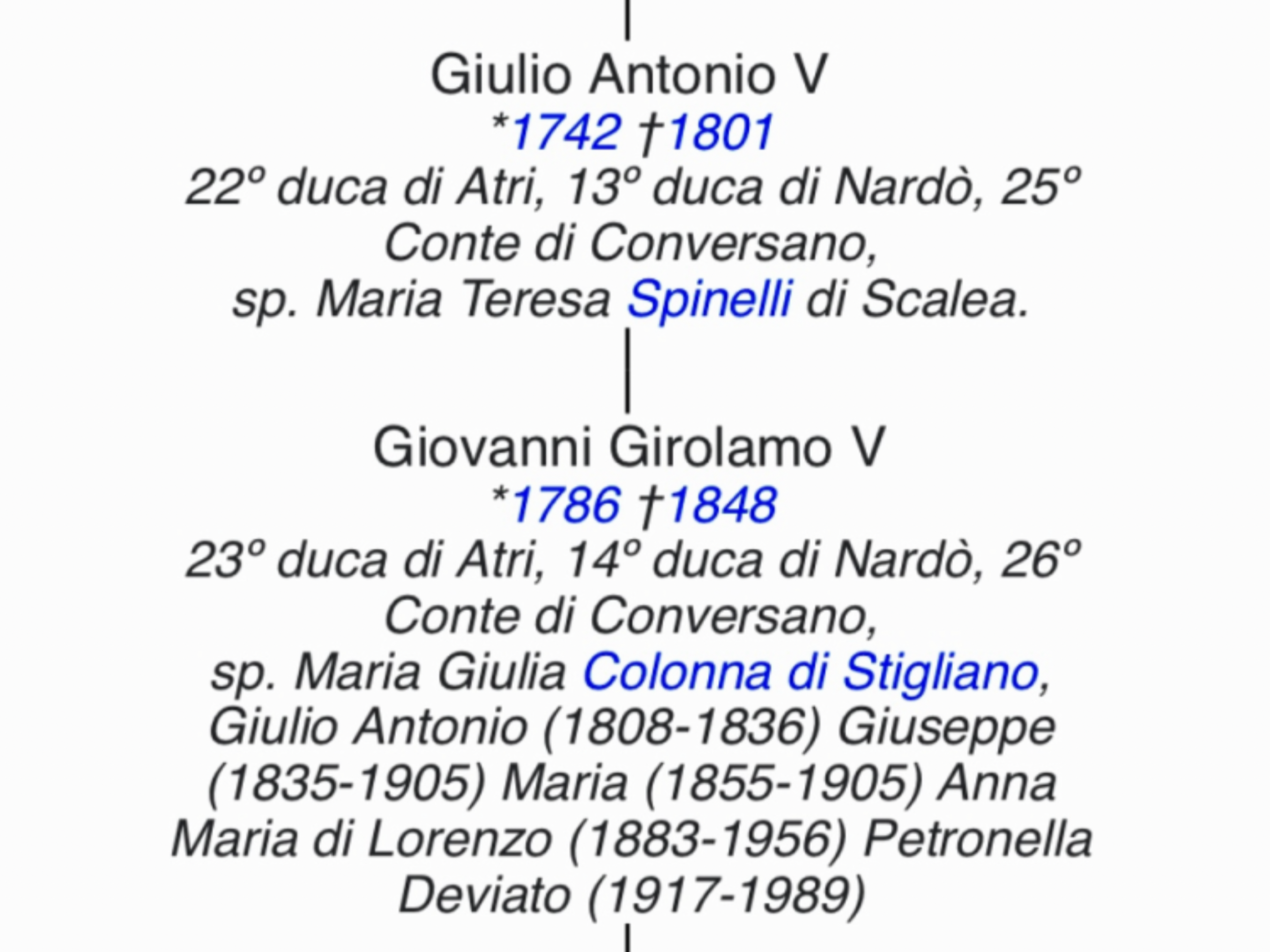
Colonna di Stigliano

|                                           |                                           |                               |                               |                                |                                |                            |                            |                                                          |                                                          |                              |                              |
|                                           |                                           |                               |                               |                                |                                |                            | Linea principale 1078-1300 |                                                          |                                                          |                              |                              |
|                                           |                                           |                               |                               |                                |                                |                            |                            |                                                          |                                                          |                              |                              |
|                                           |                                           |                               |                               |                                |                                |                            |                            |                                                          |                                                          |                              |                              |
|                                           |                                           |                               |                               | Colonna di Genazzano 1300-?    | Colonna di Genazzano 1300-?    | Colonna di Capranica 1347  | Colonna di Capranica 1347  | Colonna di Palestrina detti Colonna di Sciarra 1290-1630 | Colonna di Palestrina detti Colonna di Sciarra 1290-1630 | Colonna di Cesarò 1255-2011? | Colonna di Cesarò 1255-2011? |
|                                           |                                           |                               |                               |                                |                                |                            |                            |                                                          |                                                          |                              |                              |
|                                           |                                           |                               |                               |                                |                                |                            |                            |                                                          |                                                          |                              |                              |
|                                           |                                           | Colonna di Paliano 1519-oggi  | Colonna di Paliano 1519-oggi  | Colonna di Zagarolo 1558-1661  | Colonna di Zagarolo 1558-1661  | Colonna di Marsi 1459-1528 | Colonna di Marsi 1459-1528 | Colonna di Carbognano 1630-oggi                          | Colonna di Carbognano 1630-oggi                          |                              |                              |
|                                           |                                           |                               |                               |                                |                                |                            |                            |                                                          |                                                          |                              |                              |
|                                           |                                           |                               |                               |                                |                                |                            |                            |                                                          |                                                          |                              |                              |
| Colonna di Resuttano XV secolo-XXI secolo | Colonna di Resuttano XV secolo-XXI secolo | Colonna di Summonte 1780-oggi | Colonna di Summonte 1780-oggi | Colonna di Stigliano 1716-oggi | Colonna di Stigliano 1716-oggi |                            |                            |                                                          |                                                          |                              |                              |